# Diablos danzantes de Ocumare de la Costa
Los Diablos Danzantes de Ocumare de la Costa son una festividad religiosa que se celebra en Ocumare de la Costa, estado Aragua (Venezuela), el día de Corpus Christi, llevada a cabo por las Sociedades del Santísimo.
En Ocumare de la Costa, donde el tambor suena hasta las raíces y donde la sangre africana se lleva en las venas, los turistas no faltan cada año para celebrar con los Diablos Danzantes de Venezuela un año más de tradición.

## Historia
Testimonio de la integración histórica de las configuraciones culturales de los diferentes grupos que contribuyeron a la constitución del
núcleo de la cultura popular tradicional venezolana. Fortalece los valores de igualdad, respeto, trabajo comunitario y religiosidad. Esta festividad en honor al sagrado cuerpo de Cristo se celebra el octavo jueves después del Jueves Santo, aproximadamente entre los
meses de mayo y junio. Los Diablos Danzantes de Ocumare de la Costa aparecen reseñados por cronistas y viajeros durante los años
1621 y 1649. Esta danza en honor al Santísimo Sacramento se lleva a cabo para demostrar sumisión ante uno de los mayores
emblemas de la religión católica. Los bailes son organizados por la Asociación Civil de Diablos Danzantes de Ocumare de la Costa,
cuyos miembros suelen participar en los bailes por devoción o como pago de promesas formuladas. El día miércoles, víspera de
Corpus Christi se levantan altares domésticos y se llevan a cabo ceremonias preparatorias a la fiesta principal, las cuales aseguran la protección de los Diablos Danzantes. Se cree que estos altares elaborados con cortinas y sabanas atadas a la pared, una mesa con
un mantel en el centro donde se colocan flores, velas, lámparas hechas con vasos de agua bendita e imágenes de santos les brindan
a los diablos protección y los guía durante los ensayos de preparación para la celebración del Corpus Christi. 
Al amanecer de la mañana de Corpus Christi los diablos son organizados en dos grupos por el perrero personaje encargado de velar por el número y
orden de los participantes, así como de evitar intromisiones de personas ajenas al cuerpo de baile, a veces con gestos graciosos.
Estos toman un baño en el río, desayunan y se visten con gran recogimiento. Llegan a la puerta de la iglesia donde se encuentra un
altar, hacen una reverencia y se retiran bailando, manteniéndose de frente al altar. Luego comienzan a sonar con sus bailes los
cencerros ante el grito del capataz que dice "campana, campana" y esperan en la puerta de la iglesia a que termine la misa. Al finalizar ésta el sacerdote sale del templo con el Santísimo Sacramento y bendice a los presentes, los diablos se inclinan ante el Sacramento y danzan alrededor de él.

## Declaración de Patrimonio Cultural Inmaterial de la Humanidad
Los Diablos danzantes de Corpus Christi ingresaron, junto con otras 11 cofradías del país, a la lista representativa del Patrimonio Cultural Inmaterial de la Humanidad que aprueba la Organización de la Naciones Unidas para la Educación, Ciencia y la Cultura (Unesco), en París, el 6 de diciembre del año 2012.
Once cofradías, enraizadas en igual número de comunidades de
Venezuela desde hace cerca de cuatrocientos años, se rinden ante el
Santísimo Sacramento, el noveno jueves después del Jueves Santo,
integrados a la celebración católica del Corpus Christi. En cada
una de estas comunidades, las vestimentas, los bailes e instrumentos
utilizados son diferentes, pero tienen en común una ceremonia plena
de religiosidad popular, devoción y fe desprendida, en la que
concurren los elementos de las culturas africanas y originarias, en
una tradición transmitida de padres a hijos, signada por la participación
popular, la resistencia cultural, el desarrollo de vínculos
solidarios y la celebración de la espiritualidad.
Cada una de estas diabladas, que hoy se consideran Patrimonio
Cultural Inmaterial de la Humanidad, constituyen una expresión
profunda de la venezolanidad y nos hacen sentir orgullosos de nuestra
condición de pueblo multiétnico y pluricultural, perseverante y
hermanado en la tarea de fortalecer nuestro destino de patria
independiente y soberana.
Este reconocimiento de la UNESCO a los Diablos Danzantes de Corpus
Christi de Venezuela proyecta con intensidad al pueblo venezolano en
el resto del mundo, desde una de sus prácticas culturales de mayor
arraigo y trascendencia, y lleva un mensaje de amor, paz y
solidaridad para todos los Pueblos.